# Букоровски манастир
Букоровският манастир „Свети Великомъченик Георги Победоносец“ е православен манастир на територията на община Годеч, част от Софийската епархия. Той е единственият в България с пет църкви – „Св. Георги“, „Св. Петка“, „Св. св. Кирил и Методий“, „Св. Неделя“ и „Вси Светии“.

## Местоположение
Манастирът се намира близо до селата Букоровци и Туден, на 8 км от град Годеч и на 50 км от София, на 665 метра надморска височина в равнина.
В непосредствена близост до манастира са намерени останки от късносредновековна църква. По време на археологическите разкопки там е открита каменна плоча с двуглав орел и надпис „храмъ свти Георгiи“ и годината на построяването на църквата – 1794. Понастоящем тази плоча се съхранява в Националния исторически музей в София.

## Природни забележителности
В близост се намира и природният феномен Котлите – водопад на няколко нива с формата на преливащи един в друг котли.

## Галерия
- Отбивката за манастира
- Портата на манастира
- Старинни кръстове в двора на манастира
- Арт работилница за деца в една от петте църкви